# マトルーフ県
マトルーフ県（マトルーフけん、アラビア語: محافظة مطروح、Matruh Governorate）は、エジプトの県。面積212,112km²、人口427,573人(2014年)。県都はマルサ・マトルーフ。

## 地理
エジプトの北西海岸に位置し、西側はリビアと接する。県域のほとんどは砂漠であり、面積はエジプトの県で2番目に広いものの人口密度は低い。カッターラ低地やシワ・オアシスはこの県に属する。

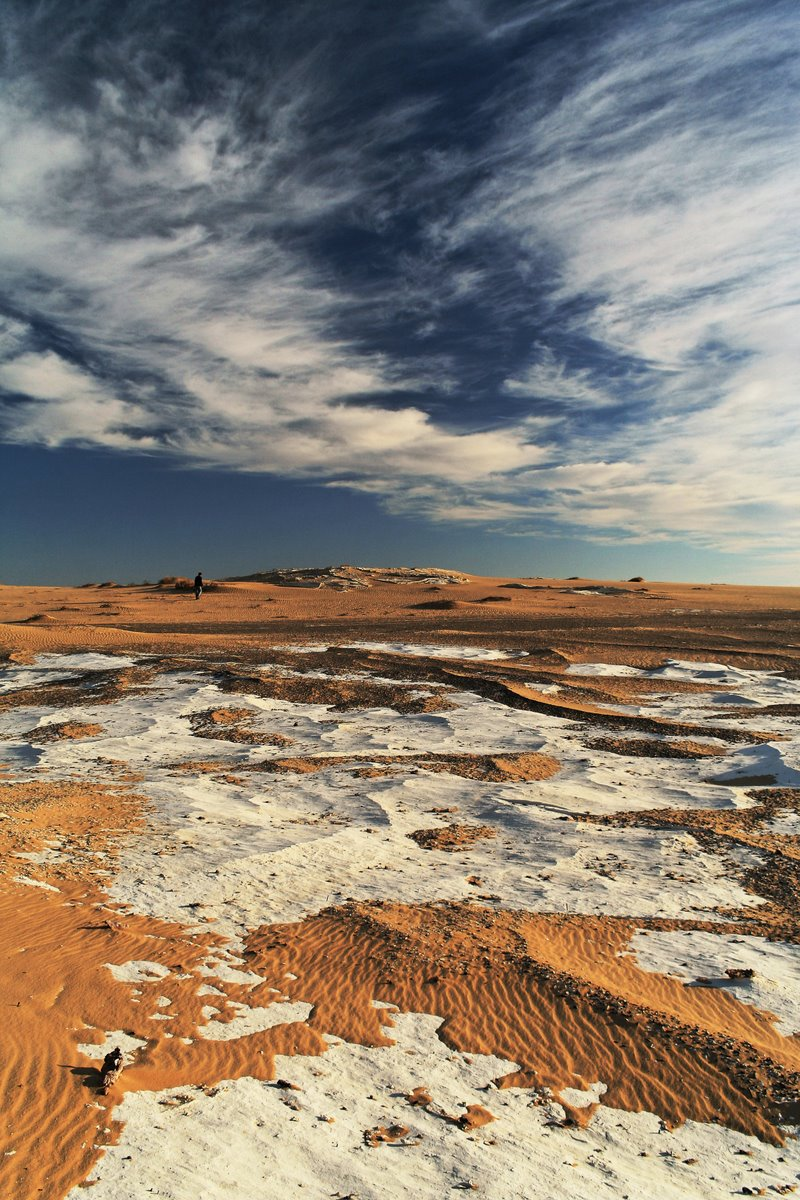
白砂漠

## 隣接する県
- アレクサンドリア県
- ブハイラ県
- ギーザ県
- ワーディー・ゲディード県
- アル・ワーハート県
- ブトナーン県

## 歴史
第二次世界大戦の激戦地であり、エル・アラメインの戦いはこの州のエル・アラメインの町近辺で起きた。広い範囲が軍隊の陣地となり、地雷と不発弾が21世紀になっても荒野に残っている。